# Gudrun Hänisch
Gudrun Hänisch (* 6. November 1963 in Willich) ist eine ehemalige deutsche Synchronschwimmerin. Bei Schwimmeuropameisterschaften gewann sie eine Silbermedaille und zwei Bronzemedaillen.

## Karriere
Die von ihrer Mutter Sigrid Hänisch trainierte Gudrun Hänisch trat für die DJK Teutonia St. Tönis an. Ihren ersten deutschen Meistertitel gewann sie 1978 im Duett mit Ines Brörmann. Bei den Weltmeisterschaften 1978 in West-Berlin wurden die beiden Sechste im Duett und Siebte mit der Gruppe.
Von 1979 bis 1984 gewann Hänisch alle deutschen Meistertitel im Einzel. Im Doppel siegte sie 1979 und 1980 mit Ingrid May und 1981 mit Annett Schubert. Ab 1982 bildete sie ein Duett mit Gerlind Scheller, die beiden gewannen bis 1984 drei Meistertitel zusammen. St. Tönis stellte auch ein Team in der Gruppe, in dieser Disziplin siegte aber von 1961 bis 1987 jedes Jahr der Damen-SV München. St. Tönis wurde von 1977 bis 1984 siebenmal Zweiter und 1979 Dritter.
Nachdem Hänisch 1981 wegen einer Infektion nicht an den Europameisterschaften in Split teilnehmen konnte, trat sie bei den Weltmeisterschaften 1982 in Guayaquil wieder bei einer internationalen Meisterschaft an. Sie wurde Sechste im Einzel, zusammen mit Scheller Neunte im Doppel und Siebte mit der Gruppe. 1983 bei den Europameisterschaften in Rom gewann im Einzelwettbewerb die Britin Carolyn Wilson vor der Französin Muriel Hermine, Gudrun Hänisch erhielt die Bronzemedaille. Im Doppel siegten Carolyn Wilson und Amanda Dodd vor Scheller und Hänisch und dem niederländischen Duo, in dem Marijke Engelen nach zwei Silbermedaillen 1977 und 1981 die dritte Medaille in Folge erschwamm. In der Teamwertung siegten die Britinnen vor den Niederländerinnen, die deutsche Gruppe belegte den dritten Platz.
1984 in Los Angeles stand Synchronschwimmen erstmals auf dem olympischen Programm. Im Einzelwettbewerb belegte Hänisch im Figurenwettbewerb den 13. Platz, wobei hier mehrere Starterinnen pro Land zugelassen waren. In der eigentlichen Qualifikation mit nur einer Schwimmerin je Olympiateam belegte Hänisch den sechsten Platz. Im Endkampf konnte sie noch einen Platz aufholen und war zweitbeste Europäerin hinter der viertplatzierten Engelen. Im Doppelwettbewerb lagen Scheller und Hänisch nach dem Figurenprogramm auf dem neunten Platz. Nach der Qualifikation waren sie wieder Neunte und durften damit nicht im Finale antreten.
Gudrun Hänisch beendete nach den Olympischen Spielen ihre Karriere.